# カタバン語
カタバン語（カタバンご、英語: Qatabanic, Qatabanian）は、古代南アラビア語のひとつ。現在のイエメン南部に西暦2世紀ごろまであったカタバン王国で使われていた言語である。

## 概要
カタバン語の中心地は、サバ王国の中心地であるマーリブから見て南東にあたるハリーブとバイハーンの2つのワジの流域で、ティムナに首都があった。紀元前1千年紀後半にサバ王国の勢力が衰えると、地方語による碑文が増加し、カタバン語もそのひとつだった。カタバン王国は南西に勢力を拡大し、ギリシア語・ラテン語の文献の記述によると紅海の入口であるバブ・エル・マンデブ海峡まで力が及んでいたという。しかし西暦2世紀の末にはサバ王国とハドラマウト王国によってカタバン王国は滅ぼされ、その後はカタバン語が碑文に刻まれることはなくなった。

## 特徴
音声の上では、サバ語の三人称代名詞や動詞使役語幹で h が現れる場所に、カタバン語では s1 が現れる（ミナ語、ハドラマウト語も同じ）。
単数の三人称接尾辞には、短い -s1 のほかに -s1ww のような長い形が見られる（ハドラマウト語も同じ）。
動詞の未完了形の頭には通常 b- が加えられる。また不定形に -m がつく例が見られる。
サバ語で y に終わる前置詞は、カタバン語では w で終わる。ʿdw 「……まで」、ʿlw 「……の上に」など。後倚辞は多用され、サバ語にもある -m(w) のほかに -ʾy （ミナ語にもある）が使われる。